# Гончар, Сергей Николаевич
Сергей Николаевич Гончар (укр. Сергій Миколайович Гончар, 3 июля 1970 года, Ровно, Украинская ССР, СССР) — украинский профессиональный шоссейный велогонщик. Участник летних Олимпийских игр 2000 и 2004 годов. Чемпион мира 2000 года в индивидуальной гонке с раздельного старта. С 2010 года — тренер.

## Спортивные достижения
Пятикратный чемпион Украины в индивидуальной гонке на время, чемпион Украины 2003 года в групповой гонке. Чемпион мира 2000 года, обладатель серебряной и бронзовой медалей Чемпионатов мира 1997 и 1998 годов в индивидуальной гонке на время.
Победитель 2 этапов Тур де Франс 2006: после победы на 7-м этапе захватил жёлтую майку лидера и удерживал её в течение трёх следующих этапов.
Победитель 5 этапов Джиро д’Италия разных лет. На Джиро д’Италия 2004 финишировал вторым. В 2006 году обладал розовой майкой лидера на двух этапах.

## Статистика выступлений наГранд Турах
| Гранд Тур | 1997 | 1998 | 1999 | 2000 | 2001 | 2002 | 2003 | 2004 | 2005 | 2006 |
| --------- | ---- | ---- | ---- | ---- | ---- | ---- | ---- | ---- | ---- | ---- |
| Джиро     | 5    | 10   | 7    | 9    | 4    | 23   | 4    | 2    | 4    | сход |
| Тур       | -    | -    | -    | -    | -    | 64   | -    | -    | сход | 52   |
| Вуэльта   | 56   | сход | -    | 57   | -    | -    | -    | -    | -    | -    |